# Tercera Manzana, Veracruz
Tercera Manzana är en ort i Mexiko.   Den ligger i kommunen Tepatlaxco och delstaten Veracruz, i den sydöstra delen av landet, 240 km öster om huvudstaden Mexico City. Tercera Manzana ligger 1 291 meter över havet och antalet invånare är 186.
Terrängen runt Tercera Manzana är kuperad norrut, men söderut är den bergig. Runt Tercera Manzana är det ganska tätbefolkat, med 139 invånare per kvadratkilometer. Närmaste större samhälle är Huatusco de Chicuellar, 15,1 km nordväst om Tercera Manzana. I omgivningarna runt Tercera Manzana växer i huvudsak städsegrön lövskog.